# دنیای کشتی‌های جنگی
«دنیای رزم‌ناوها» (انگلیسی: World of Warships) یک بازی ویدئویی در سبک بازی برخط چندنفره گسترده است که توسط وارگیمینگ و در سال ۲۰۱۵ و در پلت‌فرم‌های مایکروسافت ویندوز و مک‌اواس منتشر شده‌است.

## نگارخانه

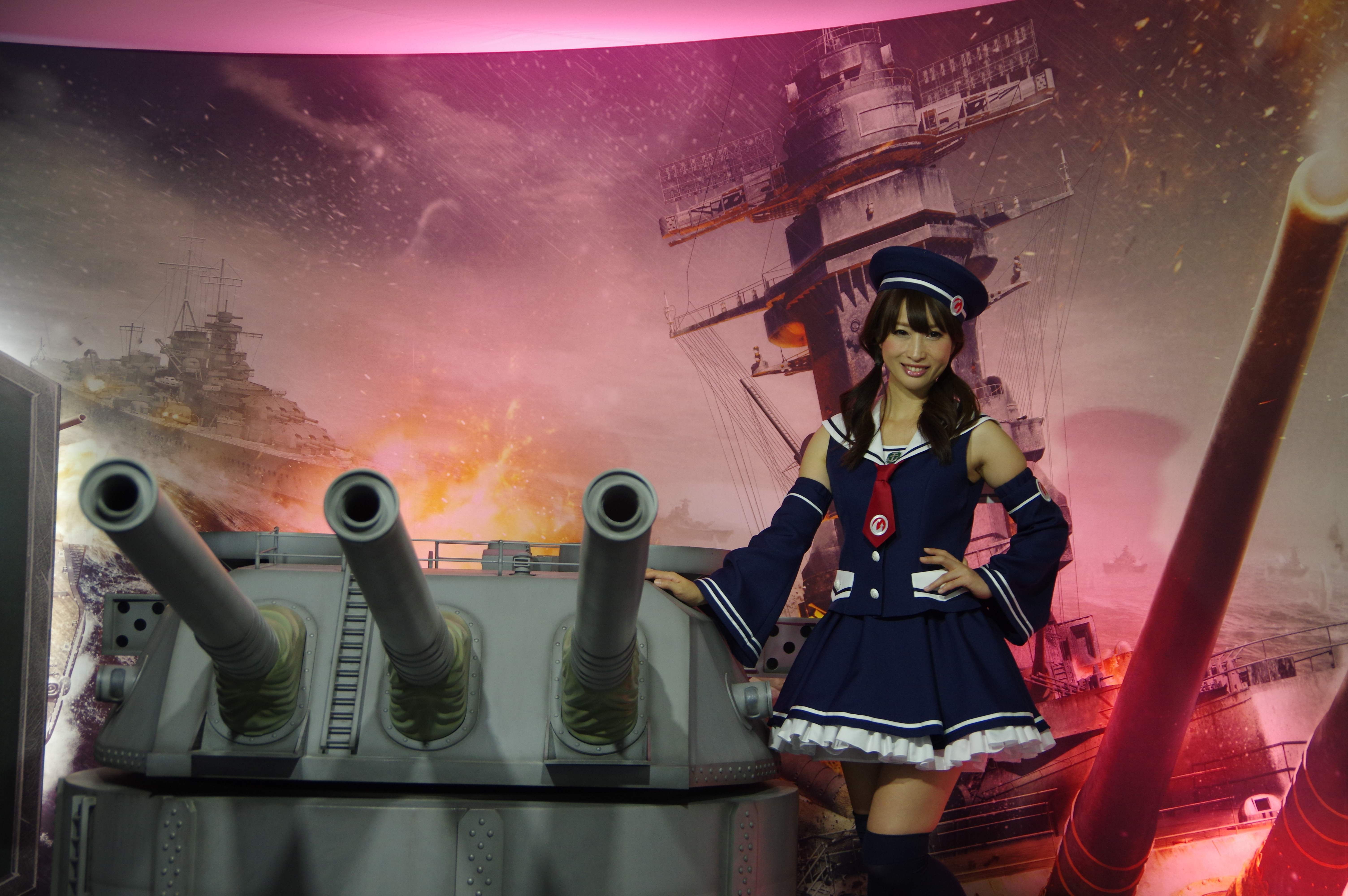